# Akka (Dagestan)
Akka (ros. Акка) – wieś w Rosji, w Dagestanie, w rejonie tabasarańskim. W 2010 liczyła 600 mieszkańców, głównie Tabasaranów.